# Géographie de la Gambie
La Gambie est un pays très étroit, qui s’étend de part et d’autre du fleuve Gambie. Sa largeur maximale n’excède pas 48 km. Un traité entre la France et le Royaume-Uni a défini les frontières actuelles en 1889. La Gambie est un pays côtier de l'océan Atlantique, avec son arrière-pays qui a la particularité d'être enclavé dans le Sénégal.

## Géographie physique

### Structure du territoire
- Eaux territoriales : 12 milles nautiques
- Zone contiguë : 18 milles nautiques
- Plateau continental : n.c.
- Zone économique exclusive : 200 milles nautiques

### Topographie
Relief : plaine marécageuse, quelques collines.

### Climat
Climat tropical, été chaud et humide (de juin à novembre), hiver sec et plus frais (de novembre à mai).

## Géographie humaine

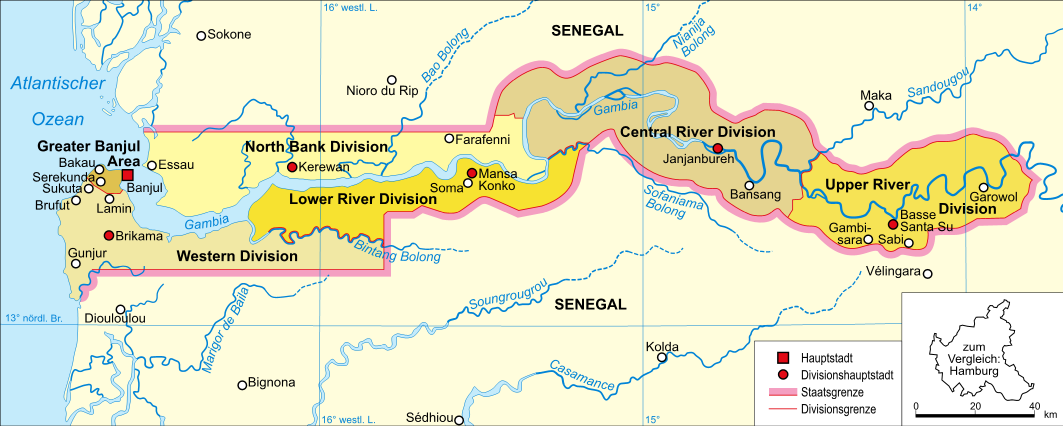
Régions administratives de la Gambie

### Occupation du sol
- Terres cultivables : 18 %
- Cultures permanentes : 0 %
- Pâturages permanents : 9 %
- Forêts : 28 %
- Autres : 45 %

Terres irriguées : 150 km2